# Karl Gustav Adolf Knies
Karl Gustav Adolf Knies (Marburg, 1821. március 29. – Heidelberg, 1898. augusztus 3.) német közgazdász, statisztikus, politikus, a Magyar Tudományos Akadémia külső tagja. A 19. század közepi német történeti közgazdaságtani iskola egyik vezéregyénisége, az ún. marginalista forradalommal előtérbe kerülő határhaszon-iskola és a neoklasszikus közgazdaságtan előfutára volt.

## Életútja
Történeti és politikatudományi tanulmányokat folytatott a Marburgi Egyetemen, majd liberális gondolkodású politikusként részt vett hazája közéleti harcaiban. Az 1848-as német forradalmak leverését követően Svájcban telepedett le, és egy schaffhauseni műszaki iskolában tanított, illetve közgazdasági, statisztikai kutatásaival foglalkozott. 1855-ben hazatért és újra bekapcsolódott a politikai életbe. 1861-től 1865-ig a badeni tartományi parlament képviselője, az egyebek mellett a katolikus egyházi iskolák államosítását elrendelő – végül megbukott – közoktatási reformtörvény szószólója volt. Ezt követően visszavonult a közéletből, és 1865-től 1896-ig a Heidelbergi Egyetem tanára, a politikai gazdaságtani tanszék vezetője volt.

## Munkássága
Bruno Hildebrand és Wilhelm Roscher mellett a német történeti iskola egyik megalapítója, vezéregyénisége volt. Elméleti munkáiban, köztük legnagyobb hatású, 1853-as politikai közgazdaságtani művében a klasszikus angol közgazdasági felfogással – és részben Hildebranddal is – szembehelyezkedve vitatta, hogy a gazdasági folyamatok helytől és időtől függetlenül értelmezhetőek, merev axiómákkal, kauzális törvényszerűségekkel modellezhetőek lennének. Érvelésében az egyének, társadalmak és népek földrajzi és történeti különbségeire helyezte a hangsúlyt, s a gazdasági folyamatok történeti, politikai és kulturális meghatározottságából kiindulva a tapasztalaton nyugvó induktív módszert tartotta követendőnek. Felfogása sok szempontból rokonságot mutat Friedrich Listével, így például történeti szemléletét érvényesítve megállapította, hogy a védővámok csupán az iparosodás korai szakaszában járó nemzetek számára szükségesek. Elméleti munkásságával nagy hatást gyakorolt az őt követő közgazdász-generációkra, egyebek mellett honfitársa, Max Weber, az osztrák Carl Menger, Eugen von Böhm-Bawerk és Friedrich von Wieser, az amerikai John Bates Clark, Richard T. Ely és Edwin Robert Anderson Seligman munkásságára.
A szabadkereskedelemről alkotott téziseiben a határhaszon-elmélet előfutára volt, nagy jelentőséget tulajdonított a termékek és javak értéke, illetve a fogyasztói haszon és elégedettség, más szavakkal a használati érték és csereérték közötti összefüggéseknek. 1850-ben az elsők között vetette fel a matematikai megalapozottságú statisztikai módszerek hasznosságát, s noha kortársai hevesen támadták elképzelését, még megérhette az önállósodott matematikai statisztika térhódítását.

### Társasági tagságai és elismerései
Tudományos érdemei elismeréseképpen 1895-ben a Magyar Tudományos Akadémia külső tagjává választották.

### Főbb művei
- Die Statistik als selbständige Wissenschaft. Kassel: Luckhardt’schen Buchhandlung. 1850
- Die politische Oekonomie vom Standpunkte der geschichtlichen Methode. Braunschweig: Schwetschke. 1853
- Der Telegraph als Verkehrsmittel. Tübingen: Laupp. 1857
- Das Geld. Berlin: Weidmannsche Buchhandlung. 1873
- Weltgeld und Weltmünze. Berlin: Weidmannsche Buchhandlung. 1874
- Der Credit. Berlin: Weidmannsche Buchhandlung. 1879